# Spellenspektakel
Het Spellenspektakel is een tweedaagse beurs waar producenten van onder andere bordspellen hun spellen kunnen demonstreren en verkopen. Het is voornamelijk de bedoeling dat de bezoeker op de beurs komt spelen. Door diverse uitgevers, winkeliers en spellenclubs worden spellenterrassen bemand met spelleiders, die de nieuwste spellen aan de bezoekers uitleggen. Daarnaast kunnen de nieuwste spellen gekocht worden, maar er zijn ook tweedehands spellen te koop. Er zijn vele toernooien. Voor sommige toernooien moet men zich van tevoren kwalificeren, zoals het Europees Kampioenschap Catan.
De eerstvolgende editie van het Spellenspektakel vindt plaats op 8 en 9 november 2025 in Jaarbeurs (Utrecht).

## Geschiedenis
Vroeger organiseerde 999 Games het Spellenspektakel in Eindhoven. Het ene jaar lukte dat beter dan het andere jaar. In 2000 werd de beurs voor het eerst in november gehouden in plaats van april. Het werd de grootste spellenbeurs in Nederland met veel aandacht voor het spelen zelf. Vanaf 2003 lag de organisatie in handen van het bedrijf Het Spellenspektakel, maar werd de beurs nog steeds in Eindhoven gehouden. In 2007 werd het Spellenspektakel overgenomen door Libéma en verplaatst naar Zwolle. In 2010 werd besloten om het Spellenspektakel niet meer te laten doorgaan. De verhuizing naar Zwolle en daardoor de lagere bezoekersaantallen zouden aan de basis liggen. De rechten van de beurs gingen terug naar 999 Games.
In 2011 nam organisatiebureau Qdose (voortgekomen uit het bedrijf Vana Events, organisator van onder andere Castlefest) het Spellenspektakel over, met als doel een doorstart in 2011 te realiseren op de originele locatie. Dit lukte in 2011 niet, waardoor de doorstart in Eindhoven op zaterdag 27 en zondag 28 oktober 2012 was. In de daarop volgende jaren is het Spellenspektakel weer uitgegroeid tot zijn originele formaat, met ruim 10.000 bezoekers in 2017. Tot 2018 werd de beurs georganiseerd in het Beursgebouw Eindhoven, maar wegens de sluiting van het gebouw moest het Spellenspektakel in 2019 uitwijken naar de Jaarbeurs (Utrecht). Hier groeide het evenement door tot ruim 30.000 bezoekers in 2024.